# Оскіл (село)
Оскі́л (до 1919 року — Цареборисів, у 1919—2016 роках — Червоний Оскіл) —село в Україні, у Оскільській сільській територіальній громаді Ізюмського району Харківської області. Населення за переписом 2001 року становить 3217 (1516/1701 ч/ж) осіб. Другий за чисельністю населений пункт району.

## Географія
Село Оскіл знаходиться в східній частині Ізюмського району на річці Оскіл (в основному на правому березі), у місці впадання в неї річки Бахтин (права притока). У селі розташована гребля Оскільського водосховища і ГЕС. До села примикає великий лісовий масив (сосна).
На сході межує з селом Яцьківка Лиманського району Донецької області, на півночі з селом Миколаївка та на заході з селом Капитолівка.

## Історія

### Царів-Град, Цареборисів

Місто Цареборисів на мапі річки Оскіл XVII століття

Місто Цареборисів. Малюнок 1679 року

Археологічні знахідки свідчать, що територія села (урочища Будрило, Гнилуші і Турильські ключі) була освоєна в неолітичний період (IV—III тисячоліть до н.е) та в час пізньої бронзи (кінець II тисячоліття до н. е.). В період Київської Русі тут розташувалося слов'янське поселення. Але після монголо-татарської навали всі поселення були зруйновані і край на довгі роки обезлюднів. В XVI столітті землі Ізюмщини ввійшли до складу Московського царства. На них була організована сторожова служба проти набігів кримських татар. Ізюмська сторожа вважалась найважливішою, бо стояла на Ізюмському шляху біля двох бродів — Ізюмського та Кам'яного. В 1599 році було побудоване перше місто-фортецю 
 Слобідської України Цареборисів. Цариборисівське городище було заселене переважно українськими переселенцями. Після тимчасового звільнення від податків місто стали називати слободою. Здебільшого населення складалося із служивих людей та державних селян. Жителі виконували військову службу, займалися хліборобством, скотарством, виробляли полотно і сукно для своїх потреб і на продаж.
Цареборисівці підтримали селянську війну під проводом Івана Болотникова (1606-1607 роках). Після великої пожежі (сліди якої фіксуються під час археологічних розкопок), мешканці залишили фортецю та пішли в Білгород і Валуйки. Городище обезлюділо. В 1650-х роках починається переселення на городище вільних груп черкас (українських козаків). Цар Олексій Михайлович «пожаловал» Цареборисівське городище патріарху Никону і в 1656 році була відбудована рублена з сосни фортеця. Цареборисівці підтримали повстання гетьмана Івана Брюховецького 1668 року, спалили місто і вбили наказного чоловіка Бориса Мосолова. Восени 1670 року населення Цареборисова брало активну участь у повстанні Степана Разіна. Розправа з повстанцями була жорстокою, активних учасників повстання було страчено на майдані (в тому числі названу матір Степана Разіна — Матрену Говоруху та її сина Якова), інші — приведені до присяги. 1679 року село стало частиною Ізюмської оборонної лінії. Після виникнення Ізюмського полку в середині 1680-х років Цареборисів входив до нього як сотенне містечко. В 1680 та 1681 роках згадуються татарські набіги. У Цареборисові в 1718-1719, та 1738 роках лютувала епідемія чуми від якої вимерло майже все населення. Щоб запобігти поширенню епідемії, за наказом уряду решту населення переселили в долину невеликої річки Поруб. Стара назва міста закріпилася за новоутвореним селищем. Цареборисів багато разів гинув у вогні війн, епідемій та бунтів, але знову і знову відбудовувався.
В кінці XIX — на початку XX століть значно збільшилася кількість населення. Воно становило понад 4 тисячі чоловік. У селі було близько 20 лавок, які торгували продуктами харчування, тканинами, різними ремісничими виробами. Щонеділі проводилися базарні торги. Крім того чотири рази на рік проводилися ярмарки, на які з'їжджалися купці Харківської губернії. У слободі були 3 водяні млини, 1 цегельний завод, олійниця, винокурні. У Цареборисові діяла поштова станція, волосне правління, трикласна початкова та двокласна церковно-приходська школи.

### Українська революція
У грудні 1917 року, в ході Першої радянсько-української війни село окупували червоні. З проголошенням III Універсалу Української Народної Республіки населений пункт опиняється в складі адміністративно-територіальної одиниці Донеччина. У квітні 1918 село було визволене гетьманьцями. 10 листопада 1918 року загін із місцевих більшовицьких посіпак захопив село, а потім на деякий час залізничну станцію Ізюм. Проте 15 листопада 1918 року селище було знову звільнене. Але 15 грудня 1918 року село було знову окуповане більшовиками.
24 березня 1919 року червоні окупанти перейменували Цареборисів на Черовний Оскіл. Таку назву прийняли тому, що село розташоване на річці Оскіл. З червня по грудень 1919 року село було підконтрольне денікінцям. Григорій Савонов приєднався до загону Махна і очолював комісію по боротьбі з дезертирством у червні 1920 року зі своїм загоном у 50 шабель йде у Теплянський ліс і створює партизанський загін, що бореться з радянською владою. Наприкінці грудня 1920 Савонов, військовий комісар повіту, йде проти діючої влади, побачивши її дійсне обличчя. Він знову створює партизанський загін, котрий діяв у Теплянському лісі, у районі сіл Синичено, Оскіл, Піски-Радьківські, що налічував 500 шабель. До цього загону приєднався і загін махновців на чолі з Харлашком. Далі розгорнулася справжня Локальна війна, у якій лише з радянського боку брало участь 4 полки: 19-й кавалерійський, 1-й та 2-й зведені кавалерійські, 3-й кавалерійський дивізії «ВНУС», а з боку селян — загін Савонова у 400 шабель.
Хроніка його дій: 5 січня 1921 року — наступ на село Довгеньке, вбито 8 червоноармійців (тут і далі втрати з радянської сторони); 16 січня– у селі Крючки вбито міліціонера І. Бардака, 28 січня зайнято село Чистоводівка, загинуло 3 працівники військкомату, 17 лютого наступ на Петровське, вбито 14 чоловік, того ж дня — на Велику Комишуваху, вбито голову комітету незаможних селян і 3 червоноармійців; 14 лютого у Прокопівці захоплено сарай із хлібом, забраний у селян «продрозкладкою» і роздав його селянам; 5 березня у Великій Комишувасі каральні більшовицькі загони розбили загін Савонова і взяли в полон до 50 партизанів.
У березні-квітні 1921 року був посланий загін на чолі з І. Я. Майбородою, П. К. Скрипкою, С. П. Хижняком, В. С. Трощиловим. Але цей загін був роззброєний Савоновим, Майбороду, Скрипку, Хижняка розстріляли, а решту відпустили. Але наступного дня червоноармійці напали на загін Савонова і знищили його. До полону потрапили 100 чоловік. Проте Савонов знову з частиною вояків зумів утекти і діяв на Ізюмщині до 17 липня 1921 року (знову ж таки у Теплянському лісі. Цього дня він був захоплений у полон біля села Синичено. Його помічник Шкарупа з декількома повстанцями все ж вирвалися з оточення і пішли на Кавказ. А самого Григорія Савонова (за свідченнями Я. Іщенка) судили у Харкові і в січні 1922 стратили.

### Радянський період
У 1923 році було проведено примусову колективізацію.
Під час організованого радянською владою Голодомору 1932—1933 років померло щонайменше 224 жителі села.
У роки Другої світової війни тисячі жителів воювало на фронтах. Влітку 1942 в районі села відбувалися жорстокі бої, фронт проходив на березі річки Оскіл. 22 червня 1942 року радянські війська залишили село. 2 лютого 1943 року село знову перейшло під радянську окупацію.
У післявоєнні роки почалася відбудова села — відновлено навчання в школах, запрацювала лікарня, поштове відділення, госпіталь, амбулаторія. Червонооскільську сільську бібліотеку відкрили 25 липня 1947 року. В 1954 році розпочато будівництво Червонооскільського (Оскільського) гідровузла, а в грудні 1961 р. завершено і здано в експлуатацію.
У липні 1956 року 4 колгоспи об'єдналися в один під назвою «Червоний Оскіл». Того ж року було відкрито Будинок культури і перенесли бібліотеку в приміщення ЧОБК.
У 60-ті 70-ті роки було побудовано двоповерхову дільничу лікарню, новий Будинок культури, двоповерхове приміщення контори колгоспу «Червоний Оскіл», відкрито телефонну станцію, пекарню, двоповерховий універмаг (на місці старої дерев'яної церкви XVIII ст.), двоповерхову школу (пізніше перейменована в гімназію), для вчителів і медичних працівників побудовано два 8-квартирних будинки. В 1984 році в центрі села було відкрито меморіал на честь воїнів, які загинули в Другій світовій війні. У 1995 році пам'ятник невідомому радянському солдатові напроти, Будинку культури, замінили на скорботний хрест, оскільки під час розкопок поблизу пам'ятника у парку були знайдені останки італійських та румунських вояків.

### Незалежна Україна
У 1993 році в селі були: аптека, лікарня, дитяча консультація, дитяча кімната, дитячий садок, побутова фабрика, побутова майстерня, клуб, магазини, делі, універмаг, будинок престарілих, ощадна каса, цегляна майстерня, пожежна частина, ГЕС, метеостанція, лісництво, місцева поліцейська станція, станція громадського харчування районної споживчої спілки, пельменний цех, барбекю, кондитерський цех, цетро, сельпо, відділ зв'язку, Краснооскольська сільська рада, телевізійне ательє, школа.
У 2016 році, в рамках декомунізації, село було перейменовано на Оскіл.
До адміністративної реформи 2020 року село було центром Оскільської сільської ради у складі Ізюмського району, до якої, окрім нього самого, входило село Букине.
19 липня 2020 року, в результаті адміністративно-територіальної реформи та ліквідації Ізюмського району (1923—2020), село увійшло до складу новоутвореного Ізюмського району.
У 2022 році, під час Російсько-української війни опиняється під окупацією російськими військами. Звільнене під час вересневого контрнаступу 2022.

## Населення

### Чисельність
Згідно з переписом УРСР 1989 року чисельність наявного населення села становила 3718 осіб, з яких 1532 чоловіки та 2186 жінок.
За переписом населення України 2001 року в селі мешкало 3200 осіб.

### Мова
Розподіл населення за рідною мовою за даними перепису 2001 року:
| Мова       | Відсоток |
| ---------- | -------- |
| українська | 89,52 %  |
| російська  | 9,67 %   |
| білоруська | 0,37 %   |
| вірменська | 0,06 %   |
| молдовська | 0,03 %   |
| польська   | 0,03 %   |
| інші       | 0,32 %   |

## Економіка
- Молочно-товарна і свино-товарна ферми
- Лісництво
- База відпочинку ВАТ ХТЗ
- Дитячий оздоровчий табір «Орлятко»
- Оскільська ГЕС

## Об'єкти соціальної сфери
- Дитячий садок
- Школа
- Клуб
- Лікарня
- Будинок людей похилого віку

## Пам'ятки
- Тут були дві дерев'яні церкви української архітектури (Миколи та Різдва Богородиці) збудовані в 1799 р. Церкви були п'ятизрубними, одноверхими, багатоярусними. Церкви описані Степаном Таранущенком у книзі «Монументальна дерев'яна архітектура Лівобережної України». Церква Різдва Богородиці була поруйнована більшовиками. На місці церкви був збудований універмаг.
- Церква Миколи Чудотворця.
- На пагорбі неподалік села — Цареборисівське городище, земляні укріплення Цареборисівської фортеці.

## Відомі люди
- Александров Степан Васильович — український релігійний діяч, фольклорист та поет, автор поеми «Вовкулака».
- Альхімович Дем'ян Петрович — відомий фотограф, художник-живописець.
- Головко Владислав Федорович (* 1939) — український науковець у галузі залізничного транспорту.
- Романенко Володимир Павлович — поет-дисидент (у 70-ті роки XX ст. відбував покарання на Таймирі за радянських часів за «спробу створення компартії, альтернативної КПРС»), автор близько десяти книг. Останні з них збірка віршів «Северное полушарие», м. Слов'янськ, видавництво «Печатный двор», 2002 рік; та збірка віршів «Прокидайся, Україно!», Ізюмська типографія, 2004 рік
- Савонов Григорій — уродженець Цареборисова, добровольцем пішов на першу світову війну, де заробив 4 Георгіївських хрести і офіцерське звання, а в 1918 році створив найбільший на Ізюмщині партизанський загін, який боровся з німцями. Згодом у 1919 році приєднався до загонів Нестора Махна і разом з ним пройшов еволюцію від союзника більшовиків до його принципового противника.
- Федоренко Яків Миколайович (22.10.1896 — 26.03.1947, Москва) — радянський воєначальник, маршал бронетанкових військ (21.02.1944), заступник наркома оборони СРСР (20.07.1941 — .05.1943), нагороджений чотирма орденами Леніна, двома орденами Червоного Прапора, орденом Суворова 1-го ст., орденом Кутузова 1-го ст.